# Druivenkoers 1974
La Druivenkoers 1974, quattordicesima edizione della corsa, si svolse il 28 agosto 1974 su un percorso di 146 km, con partenza e arrivo a Overijse. Fu vinta dal belga Roger De Vlaeminck della Brooklyn davanti al suo connazionale Jean Vanderstappen e al britannico Michael Wright.

## Ordine d'arrivo (Top 10)
| Pos. | Corridore          | Squadra          | Tempo    |
| ---- | ------------------ | ---------------- | -------- |
| 1    | Roger De Vlaeminck | Brooklyn         | 3h39'00" |
| 2    | Jean Vanderstappen | Watney-Maes Pils |          |
| 3    | Michael Wright     | Sonolor-Gitane   |          |